# Баркер, Айлин
Айлин (Эйлин) Вартан Баркер (англ. Eileen Vartan Barker; род. 21 апреля 1938, Эдинбург, Великобритания) — британский социолог религии, специалистка по новым религиозным движениям. Профессор-эмерит Лондонской школы экономики. Является также экспертом Центра исследования прав человека при Лондонской школе экономики. Офицер Ордена Британской империи (OBE). Член Британской академии.

## Академическая карьера
В 1988 году А. Баркер занималась научно-исследовательской работой по сохранению культурной традиции Армянской диаспоры. В том же году основала организацию ИНФОРМ (англ. Information Network Focus on Religious Movements, INFORM) — Информационный сетевой центр религиозных движений — при поддержке британского Хоум-офиса, Архиепископа Кентерберийского, кардинала Хьюма и ряда других основных религиозных организаций Британии.
А. Баркер занимала ряд ключевых должностей в сфере академических исследований религии. В 1985—1990 была председателем «Исследовательской группы социологии религии» Британской социологической ассоциации, в 1991—1993 — президентом Общества научного исследования религии, в 2001—2002 — президентом Ассоциации социологии религии.
С 2000 года А. Баркер — офицер Ордена Британской империи, в том же году получила от Американской Академии религии Премию Мартина Марти за вклад в общественное понимание религии.
По состоянию на 2009 год А. Баркер — член редакторской коллегии американского религиоведческого журнала о новых религиозных движениях Cultic Studies Review, издаваемого Международной ассоциацией исследования культов.
А также — член редакционной коллегии американского религиоведческого журнала о новых религиозных движениях Nova Religio.

## Книга «Становление муниста»
Одним из наиболее известных трудов А. Баркер является опубликованная в 1984 году книга «Становление муниста: выбор или промывание мозгов?» (англ. The Making of a Moonie: Choice or Brainwashing). В ней изложены результаты глубокого семилетнего изучения членов Церкви объединения (муниты) в Британии и США. Одно из наиболее цитируемых утверждений книги: «Я не убеждена, что они зомби с промытыми мозгами». Баркер не нашла, что при обращении в Церковь объединения применяются принудительные методы — похищение, лишение свободы, применение силы. Ряд исследователей назвал книгу одним из наиболее важных и исчерпывающих исследований процесса обращения в новые религиозные движения.

## Критика
В своей книге «Культы среди нас» (1995) защитники теории «промывания мозгов» М. Сингер и Дж. Лалич подвергли критике А. Баркер за отрицание этой теории в её исследованиях процесса обращения в Церковь объединения и обвинили её в получении финансовых средств от этой религиозной организации.
В 1995 году Баркер в ответ на обвинения заметила, что для широкой публики пока не общеизвестны огромные масштабы рынка депрограммирования, консультирования по выходу и разного рода экспертных заключений, и насколько велики суммы, вовлечённые в эти виды деятельности, чтобы понять заинтересованность участников этого рынка в поддержании жизнеспособности теории «промывания мозгов». Также Баркер[уточнить] заявила, что такие эксперты, как М. Сингер, запрашивают гигантские суммы за своё участие в судебных процессах.
Ответчиками во время судебного процесса Иск из-за брошюры «10 вопросов…» в России было заявлено, что депутат Британского Парламента Алан Мил в своём сообщении для прессы дал негативную оценку деятельности Айлин Баркер как руководителя организации ИНФОРМ в связи с её «просектантской» позицией и утверждал, что на заседании британской Совместной Парламентской Комиссии обсуждался Меморандум, написанный при участии Баркер, о тайном проекте по ликвидации «антикультового движения» и финансировании его за счёт средств новых религиозных движений («тоталитарных сект»).
В 2006 году религиовед Е. Г. Романова отмечала, что «А. Баркер приводит значительно заниженные данные о количестве последователей Ананда Марга в мире, ошибочно трактует смысл деятельности и позиции в иерархии монашеского корпуса в организации, неверно трактует смысл инициации, определяя это действо всего лишь как „личный инструктаж“ и пр.»